# Kokona Iwasaki
Kokona Iwasaki (Saitama, 8 oktober 2002) is een voetbalspeelster uit Japan. Ze speelt als middenvelder voor Feyenoord in de Vrouwen Eredivisie.

## Clubcarrière
Iwasaki maakte op 25 september 2021 haar debuut voor Verdy Beleza in de Japanse WE League. Ze kwam in drie seizoenen 42 competitiewedstrijden uit voor de club.
Op 7 augustus 2025 tekende Iwasaki een driejarig contract bij Feyenoord. Ze was de vierde Japanse speelster van de Rotterdamse club, na Toko Koga, Mao Itamura en Akari Takeshige. Laatstgenoemde werd eerder die zomer eveneens door Feyenoord vastgelegd.

## Clubstatistieken
| Seizoen | Club         | Competitie         | Wedstrijden | Doelpunten |
| ------- | ------------ | ------------------ | ----------- | ---------- |
| 2022/23 | Verdy Beleza | WE League          | 14          | 0          |
| 2023/24 | Verdy Beleza | WE League          | 16          | 0          |
| 2024/25 | Verdy Beleza | WE League          | 12          | 0          |
| 2025/26 | Feyenoord    | Vrouwen Eredivisie | 0           | 0          |
| Totaal  | Totaal       | Totaal             | 42          | 0          |

Laatste update: 7 augustus 2025

## Interlandcarrière
Iwasaki kwam met Japan -20 uit op het WK onder 20 in 2022. Ze kwam in vijf wedstrijden op het eindtoernooi in actie en wist de finale te halen. Deze ging verloren tegen de leeftijdsgenoten van Spanje.
1 Weimar ·
3 Takeshige ·
4 Verspaget ·
5 Obispo ·
6 Brandau ·
7 Iwasaki ·
8 Pijnenburg ·
9 Koopman ·
10 Van de Westeringh ·
14 De Graaf ·
16 Van Eijk ·
17 Van der Sluijs ·
18 Heij ·
19 Stoit ·
21 Van Bentem ·
23 Itamura ·
24 Baptiste ·
25 Van de Lavoir ·
26 De Paus ·
27 DellaPeruta ·
28 Hulswit ·
29 Lont ·
33 Van Kerkhoven ·
42 Buabadi ·
Van Deursen ·
Dinkla ·
Coach: Torny
Assistent-coach: Pieters
Assistent-coach: Tjaden
Keeperstrainer: Van der Kaaij